# Айса, Винди Чантика
Винди Чантика Айса (индон. Windy Cantika Aisah; род. 11 июня 2002, Бандунг) — индонезийская тяжелоатлетка, выступающая в весовой категории до 49 килограммов. Бронзовый призёр Олимпийских игр и чемпионка Игр Юго-Восточной Азии.

## Биография
Винди Чантика Айса родилась 11 июня 2002 года в Бандунге.
Начала заниматься спортом во втором классе школы. Уже в пятом классе она представляла свой район на местных соревнованиях.

## Карьера
Айса дебютировала на Играх Юго-Восточной Азии, которые проходили на Филиппинах в 2019 году. Индонезийка выступила в весовой категории до 49 кг . Она выиграла золотую медаль, подняв в сумме 190 кг.
На чемпионате мира 2019 года в Паттайе заняла девятое место с результатом 182 кг.
В 2021 году Айса выиграла бронзу в рывке на чемпионате Азии 2020 года, а позже она выиграла золотую медаль на чемпионате мира среди юниоров 2021 года, проходившем в Ташкенте Айса получила право представлять Индонезию на летних Олимпийских играх 2020 года в Токио. Она завоевала первую медаль для Индонезии на летних Олимпийских играх 2020 года в соревнованиях женщин до 49 кг, подняв в сумме 194 кг: со второй попытки ей покорились 84 кг в рывке, а в толчке она сумела поднять 103 кг, 108 кг и 110 кг. Последняя попытка принесла ей медаль.